# Prorivulus auriferus
Prorivulus auriferus är en fiskart som beskrevs av Costa, Lima och Suzart 2004. Prorivulus auriferus ingår i släktet Prorivulus och familjen Rivulidae. Inga underarter finns listade i Catalogue of Life.